# Oecetis ditissa
Oecetis ditissa là một loài Trichoptera trong họ Leptoceridae. Chúng phân bố ở miền Tân bắc.